# 1987年4月6日セントルシア総選挙
1987年4月6日セントルシア総選挙（1987ねん4がつ6かセントルシアそうせんきょ）は、1987年4月6日に行われたセントルシアの選挙。結果は連合労働者党が17議席のうち9議席を獲得して勝利した。投票率は60.8%だった。
連合労働者党が半数より1議席上回ったにすぎなかったため、首相のジョン・コンプトンは4月30日に再選挙を行い、自党の優勢を拡大しようとした。結果は連合労働者党の得票率が53.2%に上がったものの、セントルシア労働党が8議席を維持した。

## 結果
| 政党               | 得票   | %    | 議席 | +/– |
| ------------------ | ------ | ---- | ---- | --- |
| 連合労働者党       | 25,892 | 52.5 | 9    | –5  |
| セントルシア労働党 | 18,889 | 38.3 | 8    | +6  |
| 進歩労働党         | 4,572  | 9.3  | 0    | –1  |
| 無効票/白票        | 1,158  | –    | –    | –   |
| 合計               | 50,511 | 100  | 17   | 0   |
| 有権者数/投票率    | 83,153 | 60.8 | –    | –   |
| 出典: Nohlen       |        |      |      |     |